# 행복

스마일상은 널리 알려진 행복의 상징이다.

행복(幸福, 영어: happiness)은 그냥 너무너무 좋을 때 느끼는 최고최고 감정으로 심리적인 상태 및 이성적 경지 또는 자신이 원하는 욕구와 욕망이 충족되어 만족하거나 즐거움과 여유로움을 느끼는 상태, 불안감을 느끼지 않고 안심해 하는 것을 의미한다. 그 상태는 주관적일 수 있고 객관적으로 규정될 수 있다. 또한, 행복은 철학적으로 대단히 복잡하고 엄밀하며 금욕적인 삶을 행복으로 보기도 한다. 한편 광의로 해석해, 사람뿐만 아니라 여러 생물에도 이에 상응하는 상태나 행동, 과정이 있을 수도 있다. 생물의 행복감에는 만족감의 요소가 가장 큰 비중을 차지하나 인간의 경우 만족감 외에도 다양한 요소가 행복감에 영향을 미친다.

## 정의
"행복(Happiness)"은 용례와 의미에 대한 논쟁이 분분하며, 문화에 따라 이해하는 차이에 대한 논쟁도 있을 수 있다.
행복이라는 단어는 대체로 두 요소와 관련하여 사용된다.
- 기쁨(pleasure)이나 즐거움(joy)과 같은 정서(emotion, affect)의 느낌에 대한 최근의 경험,[9] 혹은 '전반적인 정서적 조건(emotional condition as a whole)'에 대한 더욱 일반적인 감정의 경험.[a] 예를 들어 다니엘 카네만(Daniel Kahneman)은 행복을 "내가 지금 여기에서 경험하는 것(what I experience here and now)"이라고 정의한 바 있다.[16] 이 용례는 가장 흔한 행복의 사전적 정의이다.[17][18][19]
- 삶의 질(quality of life)에 대한 평가와 같은 삶에 대한 만족(life satisfaction)에 대한 평가.[20] 예를 들어 루트 베엔호벤(Ruut Veenhoven)은 행복을 "한 사람의 삶 전체에 대한 전반적인 평가(overall appreciation of one's life as-a-whole)"로 정의하였다.[7]:2 "'행복'은 평범한 삶에서 보통 한 사람의 단기적인 상태, 흔히 말해서는 만족감(feeling of contentment)을 의미하는 데에 사용된다. 예를 들어 '너는 오늘 행복해 보인다(You look happy today.)' 혹은 '나는 너로 인해 매우 행복해(I'm very happy for you.)'와 같은 것이다. 철학적으로는 행복의 범위가 더욱 넓으며 삶의 전반을 아우른다. 그리고 철학에서는 심지어 어느 한 사람이 사실 매우 절망에 빠져 있다고 하여도, 그 한 사람의 삶의 행복 혹은 그들의 행복한 삶에 대하여 말할 수도 있다. 요점은 만족감이 없더라도 삶에서 좋은 것들이 삶을 행복한 것으로 만든다는 것이다. 그러나 이러한 용례는 흔치 않으며 혼란을 야기할 수 있다.'[1] 카네만은 현재의 경험보다 이것이 더 중요하다고 말하였다.[16][21][22]

일부 용례는 이러한 요소 둘 다 포함할 수 있다. 주관적 행복감(Subjective well-being, swb)은 현재 경험(정서, 기분, 느낌)과 삶의 만족(life satisfaction)에 대한 측량을 포함한다. 예를 들어 소냐 류보미르스키(Sonja Lyubomirsky)는 행복은 "삶이 좋고 의미 있으며 가치 있다는 느낌과 조합된 즐거움, 만족, 긍정적 안녕의 경험"이라고 서술하였다. 에우다이모니아(Eudaimonia)는 그리스어 단어로 행복, 복지(welfare), 무성(flourishing), 행복(blessedness)으로 번역할 수 있다. 재비어 랜데스(Xavier Landes)는 행복은 주관적 행복감, 기분, 에우다이모니아의 정도를 포함한다고 말하였다.
서로 다른 용례는 다른 결과를 가져다 줄 수 있다. 노르만계 국가들은 주관적 안녕 조사에서 상위를 차지하는 반면 남미 국가는 현재 긍정적 삶의 경험에 대한 감정 기반 조사에서 더 높은 점수를 얻는다.
맥락에 따라 단어의 함의가 다양하고, 이는 행복은 다의적이고 모호 개념(fuzzy concept)이라는 것을 보여준다.
문제는 측정이 될 때이다. 경험 당시 행복 수준 평가는 이후의 기억을 통한 평가와는 다를 수 있다.
일부는 이 문제를 인정하지만, 그 유인력 때문에 이 단어를 계속 사용한다.

### 행복 대 즐거움
독일 철학 교수 미카엘라 줌마(Michela Summa)는 즐거움과 행복의 구분은 다음과 같다. "즐거움은 하나하나의 과정을 동반하지만 행복은 과정 달성의 순간에 더 엄격하게 연결되어 있는 것 같다. ... 즐거움은 우리의 삶속에 있는 하나의 이벤트에 대한 직접적인 정서적 반응일 뿐만 아니라, 또한 현재 순간에도 꽉 묶여 있는데, 반면 행복은 한 삶의 어느 한 기간이나 삶 전반에 관한 평가적 태도를 미리 가정하는 것이다."

## 요소
행복에는 '만족', '기쁨', '즐거움', '재미', '웃음', '보람', '가치감', '평온감', '안정', '의욕', '희망을 그림' , '쾌감' 등의 여러 요소가 포함된다. 이들 각각의 바보미하는 행복은 각각 미묘하게 조금씩 다르다. 이들은 모두 일정한 좋음의 느낌을 나타낸다. 어떤 한 희망을 기준으로 그 희망이 실현되면 만족을 얻는다고 할 수 있다. 또 먼저 희망이 없었더라도 현재의 상태에서 좋음을 느끼면 그 부분을 만족이라 할 수 있다.
그러나 이러한 좋음의 느낌에 대해서는 다른 여러 가지 개념을 볼 수 있다. 우선, 좋음의 느낌이 양적으로 강한 상태를 기쁨이라고 달리 표현할 수 있다. 예를 들어 오래 기다리던 소망이 실현될 때는 강한 좋음의 느낌(기쁨)을 받는다. 이는 단순한 좋음과 달리 강한 만족의 상태라 할 수 있다. 또 다양한 좋음이 서로 조화를 이루고 있는 상태를 즐거움이라고 할 수 있다. 커피를 마시고 음악을 듣고 아늑한 침대에 누워 있을 때는 기쁘다기 보다는 즐겁다라고 표현한다. 반대로 커피를 마셔 좋기는 하나, 옆에서 안 좋은 냄새가 나서 즐겁지는 않은 경우가 있다. 이는 일부는 좋으나 전체적으로 즐겁지는 않은 상태다. 또 좋음이 주관적으로 긍정적인 가치평가를 받는 경우를 보람이라고 할 수 있다. 객관적으로도 그 긍정적인 가치감을 받는 경우를 '가치감'이라고 표현해 볼 수 있다. 만화를 보기를 원해 만화를 보고 만족을 얻으나, 보람을 느끼지 못하거나 대신 과제를 못했다는 경우에는 보람을 느끼지 못하거나, 죄의식을 함께 갖는 만족상태로 볼 수 있다. 또 좋음의 느낌이 시간적으로 오랜 기간 방해받지 않고 유지된다는 믿음을 평온감이라고 할 수 있다. 실제 좋음의 느낌이 그렇게 유지되는가 여부보다는 그렇게 되리라고 믿는 주관적 느낌을 여기서는 말한다. 또한 마음이 침체되거나, 들뜨거나, 초조해지거나 하지 않고 원만하게 유지되는 상태를 안정이라고 표현한다. 예를 들어 갖고 싶은 물건을 가져 만족을 얻었지만, 그것을 누군가 훔쳐가져갈 것 같다고 느끼는 경우 등에서는 안정과 평온이 없는 좋음이라고 할 수 있다.
한편 미래에 대해 좋은 상태를 꿈꾸고 그려보며, 희망을 일으키는 상태를 의욕이라고 표현할 수 있다. 그리고 자신이 좋아하는 상태를 추상적으로 또는 구체적으로 마음에서 그려보면서 좋은 느낌을 얻는 상태도 행복의 상태에 넣을 수 있다. 행복의 좋음이란 단순히 자신이 좋아하는 상태를 마음에서 그려보는 상황에서도 얻어질 수 있다.
이렇듯 행복의 개념을 이루는 내용에는 다양한 요소를 생각할 수 있다.

## 종류
행복의 종류는 크게 세가지로 나누어진다.
- 타인에 기반한 상대적 행복
- 자기 자신으로 인한 자주적 행복(절대적 행복)
- 상호간의 작용으로 인한 행복

## 개요
행복이란 자아의 변화에 따라 발생 되는 상태 중 하나에 속하며, 인간의 궁극적인 삶 목표는 과거, 현재, 미래 모두 행복을 추구해왔다. 타인이 어떤 대상을 바라볼 때 확인 가능한 외형표현 양식에 따라 일정한 행복의 상태가 규정되는 것이라 볼 수는 없다. 예를 들어, 누군가가 ‘행복하지 않은 것’처럼 보이는 상태라 할지라도, 그 평가는 어디까지가 관찰자의 주관에 따른 것일 뿐, 혹 그 상태를 당사자가 주관적으로 행복한 상태라고 느끼고 있다면, 그것은 행복의 한 형태라 할 수 있다. 또 다른 예로, 사는 집이 없어 바깥을 떠도는 사람이 있다고 할 때, 만일 그 사람이 ‘누우면 침대요 하늘이 이불이라’는 식으로 좋게 받아들이는 경우, 그 ‘바깥’은 그 사람에게 있어서 행복감을 느끼는 주거 공간이 되게 되는 것이다.
또한, 개개인의 영역을 살펴보아도, 행복은 상대적이며, 이전에 충족시키지 못하였던 어떤 상태가 충족되었을 경우, 그것은 이전의 상태와 비교하여 행복하다고 볼 수 있을 것이다. 그러나 이러한 욕구의 정체를 모른 채, 자신이 무엇을 원하고 있는가를 이해하지 못하여 초조감에 싸인 사람이나, 욕구충족을 최우선으로 사고하여 욕구가 한없이 팽창하여 그것을 채우지 못하여 괴로워하는 사람 또한 적지 않다.
행복으로 말미암아 파생되는 심리 상태로 만족, 기쁨, 즐거움, 신남, 보람을 느낌, 가치감, 평온감 등이 존재하나, 이들 단어 역시 개개인의 주관에 따라 분화되는 개념이라 볼 수 있다. ‘즐겁다’, ‘행복하다’라 불리는 상태는, 그 주체의 주관에 따라 주체적으로 바로잡는 것이 가능하며, 어떤 상황에서도 자신의 사고방식을 변경함으로써 조정할 수 있다.

## 법률 면에서 본 행복
한편, 법률에서도 행복에 대하여 언급하고 있다. 기본적인 인권에는 행복추구권(幸福追求權)이 포함되어 있어, 법률에 의거하여 누구든지 동등하게 행복해질 권리를 가지고 있다고 보고 있다. 행복추구권은 천부인권 사상가인 로크(J. Locke) 등이 주장하였으며, 근대 인권선언의 초기에 주장되었던 기본권들 중의 하나이나, 현대 헌법에서는 찾아보기 쉽지 않은 기본권이기도 하다. 이 행복추구권은, 다른 사람의 행복추구권을 부당하게 침투하지 않는 한, 제약을 받는 일이 없다. 다른 표현을 쓰자면, 어떻게 자신의 행복을 추구하든 간에, 다른 사람의 행복을 침해하지 않도록 주의를 기울일 필요가 있다는 것이다.

## 경제 면에서 본 행복
전형적으로, GDP나 GNP 등의 지표가 국가의 경제면의 윤택함을 나타내기 위한 도구로 사용됐다. 그러나 이들 수치가 높은 국가가 낮은 국가에 비해 행복하다고 여겨질지도 모르나, 연구에 의하면 GDP 15,000 달러 이상의 국가의 경우, 한 국가의 평균 소득과 그 나라 국민의 평균 행복감과는 큰 차이를 보이지 않는다고 한다.
행복을 측정하는 지표가 전통적인 의미의 관점이 아닌, 공급이 얼마나 많은가를 따지는 것에 지나지 않는다는 비판 또한 존재한다.

## 행복론
인간은 옛날부터 행복해지는 방법을 추구하는 데에 관심을 기울여 왔다. 행복에 대한 고찰, 행복하기 위해서는 어떠한 삶을 살아야 하는가 등의 방법론 등을 제시하는 문장 및 서적, 이론들은 일반적으로 행복론(幸福論)이라고 불린다.

### 종교의 역할
인간은 굶주린 상태에서 배부른 상태를 원해 왔으며, 비바람을 뒤집어쓰며 추위에 떠는 상태에서 견고한 지붕과 벽이 있는 집과 의복을 추구했다. 그러나 한편으로 행복이 물질적인 것만이 아닌 정신적인 면에도 일정부분 의존하고 있다는 사실에서, 아무리 발버둥쳐도 만족되지 않는 부분에 대해 정신적인 면을 추구하여 왔다. 한가지 예로 죽음은 예측할 수 없는 불가피한 손실이나, 종교를 통해 사후(死後)의 개념을 정립하고, 이로써 죽음에 대한 공포감을 일정부분 해소하였다. 또한, 정토나 천국, 극락 등, 일종의 구원 시스템을 마련하는 것으로써, 죽음을 여느 ‘손실’에서부터 앞날에의 ‘희망’으로 승화시켰다.
애니미즘, 샤머니즘 또는 토테미즘 같은 초기 원시종교를 살펴보면, 자연과 인간, 또는 인간과 신비(또는 이해하지 못하는 초자연적 현상)와의 관계를 맺는 양식으로, 그 현상을 의인화시킨 ‘정령’이라는 개념을 만들어, 이를 모시거나 환대하는 등의 행위양식으로 발전하였다. 보다 근대화되면, 현인신이나 신격과 같은 ‘보다 높은 차원의 존재’를 내세우는 것으로, 종교는 자신을 조직화시키는 등의 변화를 해나갔다.
그러나 즉시 답이 돌아오지 않는 현세의 구원을 내세에서 추구하는 사상은, 당시의 권력자에 의해 자주 이용됐으며, 이런 식의 혼란은 정도의 차이는 있으나 여러 근대화된 종교들 가운데에서 폐해로 떠오르고 있고, 신흥 종교 또는 컬트 집단의 착취와 같은 사회적인 문제로 파생되는 일도 있다.
그렇다고는 하나, 많은 종교에서는, 그 이념의 바탕으로 ‘사람을 행복하게 하자’라고 하는 철학적 사상이 담겨 있어, 그 방법론은 종교나 종파에 따라 다양함으로 보이고 있으나, 종교에 참여하는 주체가 인간인 이상, 사회와는 동떨어져 지낼 수는 없다는 관점(사회적 동물을 참고)이 있어, 개개인의 사람에서 사회의 구성원으로서의 사람으로 존재하는 방식에 이르기까지, 계율과 같은 형태로 방법을 제시하거나, 또는 설화 등을 이용해서 납득시키는 방식을 발견할 수 있다.
이러한 성격에 따라, 사원, 교회 등의 종교시설의 관계자는, 일종의 상담인(카운셀러)로서의 사회적인 기능을 갖고 있으며, 한편으로 종교시설은 근대의 생활 속에서 삶의 고비마다 작용하는 문화적 요소이기도 하며, 지역 주민의 불안이나 고민을 해소하고, 또한 지역사회의 일체감을 향상시키는 시설이기도 하였다. 지역에 따라서는 이러한 종교시설의 기능이 잘 작동하는 곳이 있는가 하면, 종교관의 쇠퇴 때문에, 또한 신흥 종교에 대한 부정적인 시각 등으로 말미암아 종교의 사회적 기능이 요구되지 않는 예도 있다. 한편, 경우에 따라서는 종교 문제 때문에 목숨을 잃거나 자살을 하는 일도 있어 상황은 단순하지만은 않다.

### 행복의 복잡성
한가지 예로, 어떤 사람이 어릴 적 동경했던 직업을 갖기 위해, 자신의 적성을 무시하고 그 분야로 매진하여, 결과적으로 도중에 좌절하고 말았을 경우, 본인에게는 대단한 손실이며 불행이다. 설령 그 과정의 도중에서, 아직 되돌이킬 수 있을 여지가 있는 단계에서의 성공은, 그 순간에는 ‘행복한 사건’이라고 말할 수 있을지는 모르나, 결과론으로부터 말하자면 ‘드디어 되돌아갈 수 없는 상태에 빠진 것’이라 말할 수도 있을 것이다. 어떠한 현상이 그 사람에게 과연 정말로 행복한 것인지 아닌지는, 그 뒤로 긴 시간을 거치기 전까지는, 단순하게 판별할 수 없는 복잡성이 있다.
이러한 속성은 여러 가지 격언이나 속담을 통해 묘사되기도 한다. (일본의 속담에 ‘사람의 행복, 불행은 관뚜껑을 덮기 전까지는 모른다(人の幸・不幸は棺おけの蓋閉めるまでは分からない)’라는 말이 있으며 ‘새옹지마(塞翁之馬)’는 동양권에서 불행한 일이 좋은 일로, 또는 그 역으로도 바뀔 수 있다는 의미로 잘 알려진 고사성어이다.)

## 행복과 병리학
어떤 사람이 행복한지 아닌지 하는 문제는, 이미 밝혔듯이 객관적인 것이 아닌, 어디까지나 주관적인 감정이기 때문에, 주위에서 판단하기는 쉽지 않다. 또한, 정신병 가운데는 행복감을 얻지 못하게 되는 증상도 있으므로, 이런 병의 발병자에게는 적절한 치료가 필요하다.

### 우울증의 문제
행복감을 얻지 못하게 되는 병으로 우울증이 있다. 우울증은 절망감 때문에 정신을 잃게 되며, 환자 자신에게는 다른 것과 비교할 수 없는 고통을 일으켜, 어떤 것에 대해서든 사고하는 것이 곤란한 상태에 빠지고, 극도의 절망감에 허우적거리게 된다. 이 상태는 아무 의미 없이 괴로워할 뿐이므로, 현대의학의 시점으로 보면 한시라도 빨리 신경정신과에서 적절한 치료를 받아야 한다.
또한 거리를 걸어다니는 등의 가벼운 운동을 하는 것이 좋으며 간단히 시작할 수 있고 보람을 느낄 수 있는 봉사활동을 시작 하면, 우울증으로 자살할 확률이 감소된다고 보고되고 있다.
우울증은 현대의학에서도 치료법이 확립되어 있어, 약물치료 등의 치료에 의해 회복이 되고 나서 본인 자신의 자각으로 회복하는 병이기도 하다. 또한 우울증은 누구나 발병할 우려가 있으며 방치하게 되면 생명에 지장을 줄 수도 있으므로 조기 치료가 중요하다.
한편, 본인이 우울증에 걸린 것을 인정하지 않고 치료도 받지 않은 채 절망감 속에서 방치되다가 결국은 자살하는 예도 있어, 이는 선진국들을 중심으로 사회문제로 주목받고 있다.

## WHO
1948년 세계 보건 기구(World Health Organization, WHO)는 헌장에서 삶의 질과 관련해서 행복의 주요 요인인 건강에 대해 "단순히 질병이나 허약함이 없는 상태가 아니라 신체적, 정신적, 사회적으로 완전한 안녕 상태(Health is a state of complete physical, mental and social well-being and not merely the absence of disease or infirmity)"라고 밝힌 바 있다.

## 같이 보기
- 국민총행복지수
- 지구촌행복지수
- 세계행복보고서
- 일과 생활의 균형 (Work–Life Balance)
- 존엄성
- 쾌락 적응 (en:Hedonic treadmill, Hedonic adaptation)
- 행복 경제학(영어판)
- 쾌락주의의 역설(영어판)
- 절대행복
- 주관적 행복감